# 清左衛門残日録
『清左衛門残日録』（せいざえもんざんじつろく）は、NHK「金曜時代劇」で1993年（平成5年）4月2日から7月9日に放映された時代劇。全14話。
藤沢周平の『三屋清左衛門残日録』を原作とする。
東北の某藩で長く用人として君側にあり、先代の藩主の死去を契機に、家督を譲って隠居した三屋清左衛門の隠居後の生活を描く。本人は俗世から一歩引いたつもりであるが、藩内の対立や、若いころの親友たちのその後、料亭の女将との淡い恋模様、子どもや嫁たちの厚情などが描かれる。
1995年1月3日には、NHK「正月時代劇」枠で続編の『清左衛門残日録 仇討ち!播磨屋の決闘』が放映された。

## スタッフ
- 原作：藤沢周平『三屋清左衛門残日録』
- 脚本：竹山洋
- 音楽：三枝成彰（編曲・演奏：佐藤直紀、徳永暁人）

## 出演
- 三屋清左衛門：仲代達矢
- 里江：南果歩
- みさ：かたせ梨乃
- 佐伯熊太：財津一郎
- 平松与五郎：山下真司
- 三屋又四郎：赤羽秀之
- 朝田弓之助：鈴木瑞穂
- 間島弥兵衛：久米明
- 奈津：江口ともみ
- 杉村要介：山下規介
- 杉村政子：佐々木すみ江
- 金井奥之助：佐藤慶
- 大塚平八：河原崎長一郎
- 成瀬喜兵衛：内藤武敏
- 船越喜四郎：平田満
- 納谷甚之丞：寺田農
- 小沼金弥：加藤武
- 中根弥三郎：中山仁
- 中根杉乃：岩本多代
- 遠藤治郎助：御木本伸介
- 松江：友里千賀子
- 多美：喜多嶋舞
- 藤川金吾：増田由紀夫
- 小木慶三郎：奥村公延
- みよ：石野真子
- 金井祐之進：渡浩行
- 山根備中：中田浩二
- 横山半蔵：石井愃一
- 石見守：金田明夫

- その他（『清左衛門残日録 仇討ち!播磨屋の決闘』のゲスト出演者も含む）
  - 草見潤平（清次）、斎藤晴彦（半田盛右衛門）、三上真一郎（樋口孫右衛門）、黒田アーサー（桑田倫之助）、神津はづき（おうめ）、河西健司（黒田欣之助）、前田武彦（三宅藤右衛門）、坂西良太（相庭与七郎）、前田昌明（児玉屋）、上田忠好（駿河屋）、内山森彦（山城屋）、庄司永建（金橋弥太夫）、久保晶、山崎満（多田掃部）、あき竹城（年江）、片岡富枝（たえ）、赤間麻里子（ひで）、森喜行（平助）、和田周（鳥羽玄朴）、室田日出男（安富源太夫）、中原ひとみ、磯部勉、羽場裕一、中原果南、山本清、早川純一、竹田寿郎、浅丘ルリ子（類）、森繁久彌（安富忠兵衛）ほか

## サブタイトル
- 第1話「昏ルルニ未ダ遠シ」
- 第2話「白い顔」
- 第3話「梅雨ぐもり」
- 第4話「川の音」
- 第5話「平八の汗」
- 第6話「梅咲くころ」
- 第7話「花のなごり」
- 第8話「草いきれ」
- 第9話「霧の夜」
- 第10話「夢」（文化庁芸術作品賞受賞作品）
- 第11話「立会い人」
- 第12話「闇の談合」
- 第13話「嫁のこころ」
- 第14話「早春の光」

## 受賞
- 文化庁芸術作品賞（第10話）
- 第20回放送文化基金賞
- 第31回ギャラクシー賞・テレビ部門推奨
- 第2回橋田賞